# Зональні турніри
Зональні турніри зі шахів — початковий етап системи розіграшу чемпіонату світу. Затверджений 18-м конгресом ФІДЕ в Гаазі в 1947 році. Спочатку зональні турніри повинні були проходити у 8 зонах, на які ФІДЕ розподілили всі національні шахові федерації, що входять до її складу. Канада, СРСР і США були виділені в самостійні зони. Намічені на 1947 зональні турніри провести не вдалося, в тому числі і в СРСР. Відбулося лише 2 турніри в Хілверсюмі та Гельсінкі. Кваліфікаційний комітет ФІДЕ склав персональний список 20 учасників міжзонального турніру, включаючи чемпіонів США і Канади Ісаака Кешдена і Деніела Яновського. Від СРСР в список були включені Ісаак Болеславський, Ігор Бондаревський, Давид Бронштейн, Олександр Котов, Андор Лілієнталь (замість Ісаака Кешдена, який відмовився брати участь), В'ячеслав Рагозін і Сало Флор.
Надалі зональні турніри проводилися кожні 3 роки. До 1987 року кількість зон зросла до 13. У зоні яку представляла шахова федерація СРСР відбір учасників для міжзональний турнірів проводився або в чемпіонатах СРСР, або в спеціальних зональних турнірах.

## Зональні турніри в СРСР
| Рік       | Місто   | Турнір                     | Переможець                                             | +  | − | =  | Результат            |
| --------- | ------- | -------------------------- | ------------------------------------------------------ | -- | - | -- | -------------------- |
| 1951      | Москва  | 19-й чемпіонат СРСР        | Пауль Керес                                            | 9  | 2 | 6  | 12 із 17             |
| 1955      | Москва  | 22-й чемпіонат СРСР        | Юхим Геллер                                            | 10 | 5 | 4  | 12 із 19             |
| 1958      | Рига    | 25-й чемпіонат СРСР        | Михайло Таль                                           | 10 | 3 | 5  | 12½ з 18             |
| 1961      | Москва  | 28-й чемпіонат СРСР        | Тигран Петросян                                        | 9  | 1 | 9  | 13½ з 19             |
| 1964      | Москва  | Матч-турнір семи           | Борис Спаський                                         | 4  | 2 | 6  | 7 із 12              |
| 1966/1967 | Тбілісі | 34-й чемпіонат СРСР        | Леонід Штейн                                           | 8  | 2 | 10 | 13 із 20             |
| 1969      | Москва  | 37-й чемпіонат СРСР        | Тигран Петросян                                        | 7  | 1 | 14 | 14 із 22             |
| 1972      | Баку    | 40-й чемпіонат СРСР        | Михайло Таль                                           | 9  | 0 | 12 | 15 із 21             |
| 1975      | Вільнюс |                            |                                                        |    |   |    | 9 із 15              |
| 1978      | Львів   |                            | Юрій Балашов                                           | 5  | 1 | 8  | 9 із 14              |
| 1982      | Єреван  |                            | Артур Юсупов                                           | 7  | 1 | 7  | 10½ з 15             |
| 1985      | Рига    | 52-й чемпіонат СРСР        | Михайло Гуревич                                        | 6  | 3 | 10 | 11 із 19             |
| 1987      | Мінськ  | 54-й чемпіонат СРСР        | Олександр Белявский                                    | 7  | 2 | 8  | 11 із 17             |
| 1990      | Львів   | Зональний турнір СРСР 1990 | Смбат Лпутян Олексій Широв Олексій Дрєєв Леонід Юдасін |    |   |    | 6 из 9 6 із 9 6 із 9 |

## Зони
| - I зона (Західноєвропейська) - II зона (Центральноєвропейська) - III зона (Східноєвропейська) - IV зона (СРСР) - V зона (США) | - VI зона (Канада) - VII зона (Центральноамериканська) - VIII зона (Південноамериканська) - IX зона (Західноазійська) - X зона (Східноазійська) |

## Цикл 1947—1950
| Зона                 | Рік  | Місто     | Турнір           | Переможець       | + | − | = | Результат |
| -------------------- | ---- | --------- | ---------------- | ---------------- | - | - | - | --------- |
| середньо-європейська | 1947 | Хілверсюм |                  | Альберик О'Келлі | 8 | 0 | 5 | 10½ з 13  |
| північна             |      | Гельсінкі |                  | Еро Бьок         | 8 | 1 | 2 | 9 із 11   |
| США                  | 1946 | Нью-Йорк  | Чемпіонат США    | Айзек Кешден     |   |   |   | з         |
| канадська            | 1947 | Квебек    | Чемпіонат Канади | Деніел Яновський |   |   |   | з         |

ФІДЕ не вдалося провести решту зональних турнірів і через це визначення 16 учасників міжзонального турніру (крім Альберика О'Келлі, Єро Бьока, Айзека Кешдена та Деніела Яновського) поручили кваліфікаційній комісії, до якої увійшли представники 11 національних федерацій.
Члени комісії представили списки, в яких перше місце давало 20 очок, друге — 19, третє — 18 і так далі.
Кваліфікаційна комісія встановила такий склад: Основний:
| - 1. Мігель Найдорф - 2. Ісаак Болеславський - 3. Гідеон Штальберг - 4. Сало Флор - 5. Ласло Сабо - 6. Олександр Котов - 7. В'ячеслав Рагозін - 8. Людек Пахман | - 9. Арнольд Денкер - 10. Ігор Бондаревський - 11. Лайош Штейнер - 12. Еріх Елізказес - 13. Давид Бронштейн - 14. Петар Трифунович - 15. Светозар Глігорич - 16. Ксавери Тартаковер |

Кандидаты:
| - 17. Андор Лілієнталь - 18. Йоста Штольц - 19. Ізреєл Горовиць - 20. Ерік Лундін | - 21. Фольке Экстрем - 22. Йосип Бернштейн - 23. Конел Г'ю О'Донел Александер - 24. Вася Пірц |

Решта кандидатів:
| - 25. Владас Мікенас - 26. Олександр Толуш - 27. Ян Фолтис - 28. Хуліо Болбочан - 29. Герман Пильник | - 30. Естебан Каналь - 31. Микола Новотельнов - 32. Олаф Барда - 33. Єнс Еневолльсен - 34. Алеман |

## Цикл 1951—1953
Зони (Кваліфіканти):
| - I Західноєвропейська (Глігоріч, Унцікер, Матанович, Прінс, Голомбек) - II Східноєвропейська і африканська (Пахман, Сабо, Барца, Штольц, Фолтис) - III Азійська (австралійська і ново-зеландська) (Вейд) - IV СРСР (Геллер, Котов, Авербах, Петросян, Тайманов) | - V США (Стайнер) - VI Канада (Вайтоніс) - VII Центральноамериканська (Санчес) - VIII Південноамериканська (Болбочан, Елісказес, Пильник) |

| Зона | Рік  | Місто            | Турнір              | Переможець                    | +     | −   | =   | Результат         |
| ---- | ---- | ---------------- | ------------------- | ----------------------------- | ----- | --- | --- | ----------------- |
| I    | 1951 | Бад-Пірмонт      |                     | Светозар Глігорич             | 9     | 1   | 4   | 11 із 14          |
| II   | 1951 | Марианські-Лазні |                     | Людек Пахман                  | 10    | 0   | 6   | 13 із 16          |
| III  |      |                  |                     | Роберт Вейд                   |       |     |     | із                |
| IV   | 1951 | Москва           | 19-й чемпіонат СРСР | Пауль Керес                   | 9     | 2   | 6   | 12 із 17          |
| V    |      |                  |                     | Герман Стайнер                |       |     |     | із                |
| VI   | 1951 | Ванкувер         | Чемпіонат Канади    | Повілас Вайтоніс              | 9     | 0   | 3   | 10½ з 12          |
| VII  |      |                  |                     | Луїс Санчес                   |       |     |     | із                |
| VIII | 1951 | Мар-дель-Плата   |                     | Хуліо Болбочан Еріх Елісказес | 16 18 | 0 2 | 6 2 | 19 із 22 19 із 22 |

Радянські шахісти на підставі результатів XIX першості країни і з урахуванням успіхів у інших змаганнях виділили для участі в міжзональному турнірі гросмейстерів Юхима Геллера і Олександра Котова, майстрів Юрія Авербаха, Тиграна Петросяна і Марка Тайманова. Лише Котов був учасником попереднього міжзонального турніру 1948 року.
Десять представників Європи і Африки визначилися двома зональними турнірами.
На початку 1952 року помер Ян Фолтис, і його місце було надано першому кандидату зони Гідеону Штальбергу, який не використав своє право участі в зональному турнірі.
США з наданих двох місць використали лише одне — для Стейнера. Друге передали першому кандидатові від американських зон Пильнику.

## Цикл 1954—1956
Зональні турніри Європи були організовані за новою системою, затвердженою XXVII конгресом ФІДЕ. За цією системою країни, що представлені в зонах більш ніж одним учасником, направляють їх не в один і той самий турнір (як було раніше), а в усі три турніри, відповідно до встановленого списку.
Зони:
| - I - II - III - IV СРСР | - V США - VI Канада - VII |

- Каракас (центральноамериканська зона)

| Зона | Рік  | Місто                       | Турнір              | Переможець                  | +   | −   | =   | Результат     |
| ---- | ---- | --------------------------- | ------------------- | --------------------------- | --- | --- | --- | ------------- |
|      | 1954 | Мюнхен                      |                     | Вольфганг Унцікер           | 11  | 0   | 8   | 15 із 19      |
|      | 1954 | Прага/Маріанські Лазні      |                     | Людек Пахман                | 12  | 1   | 6   | 15 із 19      |
|      | 1954 | Мар-дель-Плата/Буенос-Айрес |                     | Оскар Панно                 | 14  | 0   | 7   | 17½ з 21      |
|      | 1954 | Каракас                     |                     | Антоніо Медіна              |     |     |     | 10 із         |
| IV   | 1955 | Москва                      | 22-й чемпіонат СРСР | Юхим Геллер                 | 10  | 5   | 4   | 12 із 19      |
| V    | 1954 | Нью-Йорк                    | Чемпіонат США       | Артур Бісгаєр               | 7   | 0   | 6   | 10 із 13      |
| VI   | 1953 | Вінніпег                    | Чемпіонат Канади    | Ф. Андерсон Деніел Яновский | 7 6 | 1 0 | 0 2 | 7 із 8 7 із 8 |

## Цикл 1957—1959
Зони:
| - I Західноєвропейська - II Центральноєвропейська - III Східноєвропейська - IV СРСР - NA США | - VI Канада - VII Центральноамериканська - VIII Південноамериканська - IX Азійська |

| Зона | Рік       | Місто          | Турнір              | Переможець       | +  | − | = | Результат |
| ---- | --------- | -------------- | ------------------- | ---------------- | -- | - | - | --------- |
| I    | 1957      | Вагенінген     |                     | Ласло Сабо       | 10 | 0 | 7 | 13½ з 17  |
| II   | 1957      | Дублін         |                     | Людек Пахман     | 12 | 0 | 5 | 14½ з 17  |
| III  | 1957      | Софія          |                     | Мирослав Філіп   | 7  | 0 | 5 | 9½ з 13   |
| IV   | 1958      | Рига           | 25-й чемпіонат СРСР | Михайло Таль     | 10 | 3 | 5 | 12½ з 18  |
| V    | 1957/1958 | Нью-Йорк       | 12-й чемпіонат США  | Боббі Фішер      | 8  | 0 | 5 | 10½ з 13  |
| VI   | 1957      | Каракас        |                     | Борис де Грейф   |    |   |   | 11 із     |
| VII  | 1957      | Ріо-де-Жанейро |                     | Оскар Панно      | 12 | 1 | 2 | 13 із 15  |
| VIII | 1957      |                | Чемпіонат Канади    | Повілас Вайтоніс |    |   |   | 8½ з 9    |
| IX   | 1957      | Маніла         |                     | Родольфо Кардосо |    |   |   | 8 із      |

## Цикл 1960—1962
Тоді ФІДЕ складалася з понад 50 шахових федерацій, які були розділені на 9 зон:
| - I Західноєвропейська - II Центральноєвропейська - III Східноєвропейська - IV СРСР - V США | - VI Канада - VII Центральноамериканська - VIII Південноамериканська - IX Азійська - а. Південноазійська і Тихоокеанська - б. Західно- та Центральноазійська |

З кожної зони кваліфікувалися від 1 до 4 учасників.
| Зона | Рік       | Місто            | Турнір                  | Переможець                                                 | +       | −       | =       | Результат                   |
| ---- | --------- | ---------------- | ----------------------- | ---------------------------------------------------------- | ------- | ------- | ------- | --------------------------- |
| I    | 1960      | Мадрид           |                         | Светозар Глігорич Артуро Помар Лайош Портиш Ян Хейн Доннер | 8 8 6 7 | 2 2 0 1 | 5 5 9 7 | 10½ из 15 10½ з 15 10½ з 15 |
| II   | 1960      | Берг ен Даль     |                         | Фрідрік Олафссон                                           | 6       | 0       | 3       | 7½ з 9                      |
| II   | 1961      | Маріанські Лазні |                         | Фрідрік Олафссон                                           | 10      | 0       | 5       | 12½ з 15                    |
| III  | 1960      | Будапешт         |                         | Гедеон Барца                                               | 8       | 2       | 5       | 10½ з 15                    |
| IV   | 1961      | Москва           | 28-й чемпіонат СРСР     | Тигран Петросян                                            | 9       | 1       | 9       | 13½ з 19                    |
| V    | 1960/1961 |                  | 15-й чемпіонат США      | Боббі Фішер                                                | 7       | 0       | 4       | 9 із 11                     |
| VI   |           |                  |                         | Деніел Яновский                                            |         |         |         | із                          |
| VII  |           | Каракас          |                         | Мігель Куеллар                                             |         |         |         | 7½ з                        |
| VIII |           | Сан-Паулу        |                         | Х. Болбочан                                                | 11      | 1       | 5       | 13½ из 17                   |
| IXa  |           | Сідней           |                         | Сесіл Пурді                                                |         |         |         | 7 із                        |
| ІХб  |           | Мадрас           | Матч проти Сукіена Момо | Мануель Аарон                                              | 3       | 1       | 0       | 3 из 4                      |
| IX   | 1961      | Мадрас           | Матч против Сесіл Пурді | Мануель Аарон                                              | 3       | 0       | 0       | 3 із 3                      |